# 한컴 타자연습
한컴타자는 한글과컴퓨터에서 개발한 타자 연습 프로그램으로, 자리 연습, 낱말 연습, 짧은 글 연습, 긴 글 연습, 타자 놀이 등을 제공한다. 한컴타자는 한컴오피스 제품군에 기본 포함되어 나오고 있으며, 웹사이트를 통해서 무료로 내려받아 이용할 수도 있다. 현재는 웹사이트를 통해 웹버전 한컴타자이 출시되었다.

## 버전 역사
한컴타자는 현재 여섯 가지 버전으로 발매가 되었다.

### 도스용
첫 번째 버전인 도스용 프로그램에는 특수 글쇠, 숫자 글쇠 연습에 일본어 지원이 포함되어 있었다. 또한 아무 글이나 입력하여 타자 속도를 측정할 수 있는 낙서장, 놀이 침략자 기능이 포함되어 있었다.
- 한컴타자 1.0 (한/글 2.0, 2.5)
- 한컴타자 2.0 (한/글 3.0)
- 한컴타자 96 (한/글 96)
- 한컴타자[3] (한/글 97)

### 초기 윈도우용
두 번째 버전은 한/글 3.0b와 한컴홈쉘 제품에 포함된 마이크로소프트 윈도우용 프로그램이다. 1996년 하반기부터는 첫 번째 버전으로 돌아갔다. 자리 연습과 낱말 연습에서 단계 구분이 없는 것이 특징이다.
- 한글타자 (한/글 3.0b)
- 한글타자 96 (한컴홈쉘)

### 워디안~2007
세 번째 버전은 한/글 워디안부터 한/글 2007 제품군까지 포함된 윈도우용 프로그램이다. "보고서" 등의 긴 글 연습 항목이 제거되었으며 한때 도스용 버전에서 제공하였던, 위에 언급한 기능들은 모두 제거되었다. 대신 재밌는 게임 몇 가지와 부가 기능들이 포함되었다.
- 워디안 타자연습 (한/글 워디안)
- 한컴타자 (한/글 2002, 2004, 2005)
- 한컴타자 (한/글 2008)

### 2010~2018
네 번째 버전은 한/글 2010부터 한/글 2018 제품군까지 포함되어 있으며 다운로드를 통해 무료로 다운받아 사용할 수도 있는 윈도용 프로그램이다. "부자와 당나귀", "청산도", "들사람 얼", "소나기" 등의 긴 글 연습 항목이 제거되었다. 한때 짧은 글 연습에서 1,000타가 넘어가면 타자 연습 프로그램이 종료되는 문제가 있었는데 2010년 7월 21일 배포된 업데이트를 이용하면 이와 같은 문제를 해결할 수 있다. 2010년 7월부터 2020년 7월까지 서비스 중이던 온라인 서비스에는 3개의 한컴 서버가 있었다. 자신의 기록이 저장되기 때문에 어디서나 자신의 기록을 유지할 수 있었으며 자신의 순위와 자신이 속해있는 학교와 그 학교 정보로 등록된 사용자의 순위를 볼 수 있었다. 또한 해상구조 SOS 온라인 대전을 이용할 수 있었다.
- 한컴타자 (한/글 2010, 2014, NEO, 2018)

### 온라인판

#### 말랑말랑 한컴타자
기존 다운로드를 통해 무료로 다운받아 사용되었던 한컴 타자연습이 웹으로 개발되었다. 기존 한컴 타자연습이 보유하고 있는 자리 연습, 낱말 연습, 짧은 글 연습, 긴 글 연습 등 컨텐츠를 그대로 유지하면서 웹상에서 즐길 수 있는 타자연습을 출시하였다. 그밖에도 웹상에서 즐기는 온라인 대전을 통해 여러 사용자와 동시에 대전하는 동전 쌓기, 혼자서 사용하는, 총 50단계의 두더지 잡기를 오픈하였고, 동시에 100명이 대전이 가능한 다대다, 50vs50 게임인 판 뒤집기 게임이 있었다. 그밖에도 자유게시판을 통해 여러 사용자들과 의견을 나눌 수 있었고(2020년 7월 31일 폐쇄), 클랜을 개설하여, 친구들과 단체플레이가 가능했다. 기존 한컴타자의 타자연습 뿐만 아니라 게임을 접목한 다양한 플레이를 통해 사용자의 흥미를 유발하는 타자 게임이 가능했다. 
- 두더지 잡기

8단계의 자리연습을 토대로 자리별 단어조합을 통해 타자 연습을 진행한다. 1인 게임으로 총 50단계까지 있으며, 말랑말랑무브먼트 캐릭터가 단어카드를 들고 구멍에서 나타나면 해당 단어를 입력하여, 두더지를 잡듯이 캐릭터의 단어를 입력하는 게임이다. 각각의 단계별 캐릭터가 나타나는 상황 배경이 달라지면서, 단계별 미션이 주어진다. 또한, 여러 가지의 게임 아이템을 통해 손쉽게 해당 단계를 성공할 수 있다.
- 동전 쌓기

말랑말랑무브먼트 캐릭터가 ‘산, 우주, 눈 뎦인 산, 바다 속, 빌딩, 고목나무, 노을 지는 산, 동굴’의 배경에서 타자를 입력하여, 동전을 쌓아 높이 올라가는 사람이 우승하는 방식의 게임이다. 온라인 대전으로 4개의 서버가 있고, 방을 만들어 1:1 대결 구도의 타자게임이다. 또한 혼자놀기를 통해 컴퓨터를 상대로 혼자서 게임시작이 가능하다.  오타가 발생하거나, 경계선에 동전이 도달하기 전까지 타자를 입력하지 못하면, 생명력이 없어진다. 타이핑을 늦게 입력 시에도 동전이 아슬아슬하게 쌓여 올라가는 동안 캐릭터가 휘청휘청하는 모습을 확인할 수 있다.
- 판 뒤집기

최대 50 vs 50명의 다대다의 게임 플레이가 가능한 게임으로, 학교 대항전이나 반 대항전과 같은 여러 명이 동시에 플레이가 가능하다. 클랜을 통해 클랜 대전이 가능하며, 해당 클랜전을 통해 순위를 업로드할 수 있다. 과거 여러 명이 함께 판을 뒤집는 형태의 타자게임으로 카드의 단어를 입력하여, 우리팀이 속한 색상의 판 갯수가 많으면 이기는 형태의 게임이다. 같은 색상의 판을 입력하여, 뒤집었을 때는 판의 단어 글자가 바뀌어, 방어를 할 수 있다. 일정 시간 이후 이벤트 타임을 통해 장문을 빠르게 입력하여, 보너스 점수 획득이 가능하다.

#### 한컴타자
웹 버전 한컴타자가 리뉴얼되었다. 한컴타자는 독보적인 콘텐츠 기반 힐링 서비스로써 월 방문자 약 80만, 일간 방문자 5만명을 기록한다. 기존 타자연습의 장점을 유지 및 개선 이후 사용자의 다양한 요구사항 반영 및 협업사와 파트너십을 위한 구조적 기반을 마련했다.  프로필 및 키보드 관련 아이템을 구입할 수 있는 상점 콘텐츠, 필사 및 게임(워드 크러시 사가)이 추가되었다. 
- 필사

오리지널 콘텐츠를 자연스럽게 소비할 수 있는 기능으로 국/영문 콘텐츠를 지원한다.
- 워드크러시사가

사용자가 서비스 내 다양한 즐길 거리를 제공하기 위한 기능이다. 3분의 시간 동안 3개 이상의 동일한 색으로 연결된 블록의 단어를 연속해서 빨리 입력하는 게임이다. 3분의 시간이 초과하거나, 연결된 블록이 2개 이하의 경우 게임이 종료되며 게임 내 아이템을 구매할 수도 있다.

핑거런
2025년 7월 개설된 타자연습 사이트이다. 핑거런은 깔끔한 디자인과 섬세한 통계 분석 제공으로 체계적인 타자연습을 할 수 있다는 점에서 호평을 받고있다. 또한, 모든 기능이 무료로 제공되며, 즐길 수 있는 기능으로는 '한글타자연습', '영어타자연습', '타자게임', '필사', '워드프로세서 연습'이 있다. 타자연습에는 한글타자연습에서는 자음, 모음, 단어, 문장 연습이 있으며, 영어타자연습에서는 알파벳, 단어, 문장 연습이 있다. 한글, 영어 타자연습은 모두 AI 피드백을 제공 받을 수 있어, 타자속도나 정확성에 있어 부족한 점이나 가이드를 받을 수 있다. 최근  실시간 키보드 반영 기능이 추가되어, 입력해야하는 키가 키보드화면에서 빨간색으로 칠해지도록 업데이트 되었다. 타자게임은 두더지잡기, 비행기 조종, 택배분류 이렇게 3가지 종류가 있으며, 한/영 모두 지원한다. 
- 필사 필사는 문학작품, 명언 그리고 직접 필사하고 싶은 내용을 넣고, 필사를 할 수 있는 커스텀 메뉴가 있다. 필사가 끝나면 필사했던 내용과 관련한 좋은 메세지가 나와 필사를 진행하는 분들에게 동기부여나 울림을 준다.

- 워드프로세서 연습 워드프로세서는 타자속도에서 합/불이 결정난다 라는말이 과언이 아닐정도로 타자속도와 정확도가 정말 중요하다. 하지만 정작, 워드프로세서를 연습할 수 있는 기출이 얼마 없을 뿐더러, 타자사이트에 있는 단문, 장문연습만으로는 워드프로세서 문서 타이핑을 커버하는데 많은 어려움이 있다. 이러한 취지로 워드프로세서 기출과 유사한 글들을 텍스트로 놓고, 그대로 따라 타이핑 할 수 있는 메뉴를 만들었다. 또한, 타이핑하는데 얼마나 걸렸고, 어디서 오타가 났는지 확인할 수 있는 기능도 있다.

#### 김타자
⌨️ 익숙한 타자 연습을 최신 웹 환경에서 더 쉽고 빠르게 즐기실 수 있습니다. 90년대 감성을 그대로 살리면서도 현대적인 기능과 편리한 UI를 제공하여 누구나 부담 없이 타자 실력을 향상할 수 있습니다.

## 주요 기능

### 자리 연습
자리 연습은 글자판에 익숙하지 않은 사용자가 글자판 위치를 익힐 수 있는 메뉴이다. 일어 및 숫자/기호 자리는 도스 버전에만 존재하며 두 번째 버전의 경우 이러한 단계 구분이 없고 '맨 윗글쇠, 윗글쇠, 중간글쇠, 밑글쇠' 중 1개 이상을 선택하도록 되어 있다. 여섯 번째 버전에서는 한글 두벌식 기준으로 쉬프트 자리 대신 숫자 및 전체 자리로 대체되었다.
| 단계 | 한글 두벌식                           | 한글 세벌식(도스 버전 기준) | 영어 쿼티/드보락 | 일어 히라가나/가타카나 |
| ---- | ------------------------------------- | --------------------------- | ---------------- | ---------------------- |
| 1    | 기본 자리                             | 기본 자리                   | 기본 자리        | 기본 자리              |
| 2    | 왼손                                  | 왼손 위 자리                | 왼손 위 자리     | 왼손 위 자리           |
| 3    | 검지 자리                             | 오른손 위 자리              | 검지 자리        | 오른손 위 자리         |
| 4    | 오른손 위 자리                        | 왼손 아래 자리              | 오른손 위 자리   | 왼손 맨 위 자리        |
| 5    | 왼손 아래 자리                        | 오른손 아래 자리            | 왼손 아래 자리   | 오른손 맨 위 자리      |
| 6    | 오른손 아래 자리                      | 왼손 맨 위 자리             | 오른손 아래 자리 | 왼손 아래 자리         |
| 7    | 왼손 위 쉬프트 자리(쌍자음)           | 오른손 맨 위 자리           | 숫자 자리        | 오른손 아래 자리       |
| 8    | 오른손 위 쉬프트 자리(ㅕ, ㅑ, ㅒ, ㅖ) | 윗 받침 자리                | 기호 자리        | 맨 위 자리 나머지      |
| 9    | 숫자 자리                             | 숫자 자리                   |                  | 기타 자리              |
| 10   | 기호 자리                             | 기호 자리                   |                  | 기호 자리              |

### 낱말 연습
낱말 연습은 낱말 연습을 하는 곳으로 글자판 위치에 맞는 낱말이 주어진다. 단 두 번째와 여섯 번째 버전은 글자판 구분이 없다.

### 짧은 글 연습
짧은 글 연습은 다섯 번째 버전에서 ‘역사/문화, 속담/명언, 기타‘의 분야로 분류되었다. 역사/문화는 사이버 외교활동을 하는 ’반크‘와 협업하여, 대한민국 역사 문화와 독립선언서와 같은 역사적 사실을 토대로 한 교육기반 타자연습을 할 수 있었다.

### 긴 글 연습
긴 글 연습은 다섯 번째 버전 기준으로 사이버 사절단 ‘반크’의 교육적인 컨텐츠[대한민국, 독도, 독립운동가, 문화유산, 한국의 꽃, 한국명소]를 사용할 수 있었다. 대한민국에 애국심을 높일 수 있는 교육적인 타자연습을 통해 한국의 역사 문화를 함께 공부하고, 타자연습을 진행할 수 있도록 업데이트되었다. 이외에도 불러오기를 통해 사용자가 원하는 대로 작성한 text 파일을 불러와, 사용자가 제작한 형태로 타자연습이 가능하도록, 과거 타자연습의 모습 그대로 웹으로 구현하였다.

### 타자 놀이
한컴 타자연습의 타자 놀이는 버전마다 다르다. 한컴 타자연습의 게임은 보통 단계가 높아질수록 속도가 빨라지는 경향이 있다. 다섯 번째 버전부터는 놀이 대신 게임이라는 명칭을 사용하고 있다.
| 버전           | 종류                                               |
| -------------- | -------------------------------------------------- |
| 첫 번째 버전   | 침략자, 산성비                                     |
| 두 번째 버전   | 클레이 사격, 산성비                                |
| 세 번째 버전   | 산성비, 자원캐기                                   |
| 네 번째 버전   | 케이크 던지기, 해상구조 SOS                        |
| 다섯 번째 버전 | 두더지 잡기, 동전 쌓기, 판 뒤집기, 말랑말랑 산성비 |
| 여섯 번째 버전 | 워드 크러시 사가, 킹덤 디펜스                      |

- 침략자

도스용 한컴 타자연습(첫 버전)에만 있는 타자 놀이이다. 단어들이 집단으로 왼쪽과 오른쪽으로 움직이면서 아래로 내려오는데 이때 단어를 입력하면 단어를 공격해서 없앨 수 있다. 단어를 모두 공격하면 이기며, 단어가 최하단에 닿으면 놀이가 끝난다.
- 산성비

화면 아래로 떨어지기 전에 단어를 입력해서 빗방울을 없애는 타자 놀이이다. 화면 아래로 단어가 떨어지면 물이 산성화되며, pH가 0이 되면 놀이가 끝난다. 한메타자교사의 〈베네치아〉와 방식이 비슷하다.
- 클레이 사격

하늘 위로 날아가는 글쇠를 눌러 쏘아 떨어뜨리는 타자 놀이이다. 놓치거나 잘못 입력하는 글쇠가 일정량에 이르면 놀이가 끝난다.
- 자원캐기

땅에 묻혀진 단어를 입력해서 단어를 더 많이 캐는 타자 놀이이다. 컴퓨터(CPU)보다 많은 단어를 입력해서 캐낼 수 있는 단어가 없으면 이긴다.
- 케이크 던지기

평화로운 집에 쳐들어온 적 로봇을 물리치는 내용의 타자 놀이이다. 적 로봇이 달려와서 부딪히거나 멀리서 음식을 던져서 공격할 때 로봇의 발 밑에 있는 단어를 입력하면 단어가 적힌 적을 공격할 수 있다.
기본적으로 체력은 3칸이며 체력이 모두 소진되면 게임이 오버된다. 보스 로봇 G의 컵케이크나 작은 로봇 B에게 맞으면 반 칸 줄고, 보스 로봇 V의 일반 케이크나 작은 로봇 R·P에게 맞으면 한 칸 줄며, 하트 아이템을 맞추면 한칸 회복된다. 일정한 개수의 로봇을 잡으면 다음 단계로 넘어가면서 이전 단계에서의 체력과 아이템 버프가 초기화 된다.
- 해상구조 SOS

바다에 난파된 두 사람이 먼저 구조 받기 위해 경쟁하는 타자 놀이이다. 두 명의 캐릭터가 튜브를 타고 나타나는데 오른쪽에 있는 캐릭터의 튜브에 붙어있는 낱말을 입력하면 상대방의 튜브가 내려간다. 비행기, 검은 안경 등 지나가는 아이템에 붙어있는 낱말을 입력하면 이기는 데 도움이 된다. 상대방 캐릭터의 튜브가 수면 아래로 내려가거나, 튜브를 높이 쌓아 구조 헬기에 도달하면 이긴다.
- 워드 크러시 사가

같은 색상으로 3개 이상 연결된 블록의 단어를 빨리 입력하는 싱글 플레이 게임이다.
- 킹덤 디펜스

성을 둘러싸고 있는 몬스터를 섬멸하는 멀티 플레이 게임이다.

### 설정 / 통계
설정 / 통계 화면에서는 이름, 평균타수, 목표타수, 정확도가 표시된다. 정보 수정에서 이름, 목표 타수, 목표 정확도, 캐릭터를 고를 수 있으며 통계 초기화도 할 수 있다. 또한 한글과컴퓨터 회원의 경우 학교 등록도 할 수 있다. 한글과 영어, 글자판 종류를 바꿀 수 있으며 한글의 경우 두벌식 자판, 세벌식 390 자판, 세벌식 순아래 자판, 세벌식 최종 자판이 있으며, 영어의 경우 쿼티 자판과 드보락 자판이 있다. 소리와 반복 누르기 여부도 설정할 수 있다.
통계는 타자 속도, 글쇠별 타수, 글쇠별 정확도, 글쇠별 속도, 손가락 빠르기를 볼 수 있다. 각 자리별 타수와 나의 목표 타수, 목표 정확도를 정하여 타자연습을 할 수 있다.

### 친구관리
웹기반의 온라인 대전이 가능했던 다섯 번째 버전의 한컴타자연습은 친구관리를 통해 친구목록을 구성할 수 있다. 친구목록에서는 온라인대전을 위한 친구 초대를 통해 온라인으로 함께 플레이가 가능하다. 친구 초대를 통해 함께 방에서 게임 플레이가 가능하다.

### 클랜전
다섯교 번째 버전에서는 학교별 클랜을 생성하여, 친구들 및 온라인상에서의 여러 사용자들과 함께, 대항전을 통해 플레이가 가능했다. 학명 뿐만 아니라, 클랜을 생성하여, 판뒤집기와 같은 다대다 게임에서 클랜전 플레이가 가능했다.
비슷한 웹용서비스로는 유사한 타자연습을 할 수 있는 사이트에는 핑거런, 타닥타닥타자연습, 김타자 등이 있다